# Insomniac Games
Insomniac Games, Inc. je americký vývojář videoher se sídlem v Burbanku v Kalifornii a dceřiná společnost PlayStation Studios. Studio bylo založeno v roce 1994 Tedem Pricem jako Xtreme Software a o rok později bylo přejmenováno na Insomniac Games. Studio je nejvíce známé vývojem několika raných maskotů PlayStation (Spyro, Ratchet a Clank), herních sérií Resistance a Marvel's Spider-Man a hry Sunset Overdrive. V roce 2019 bylo studio převzato společností Sony Interactive Entertainment a stalo se součástí SIE Worldwide Studios (nyní známé jako PlayStation Studios).
Prvním projektem studia byla hra Disruptor pro PlayStation, jehož špatné prodeje téměř vedly k bankrotu studia. Následujícím projektem byl titul Spyro the Dragon, úspěšná videohra, která během dvou let získala dvě pokračování. Studio úzce spolupracovalo se společností Sony Computer Entertainment (později přejmenovanou na Sony Interactive Entertainment) a vytvořilo dvě herní franšízy, Ratchet & Clank a Resistance. Obě série se pro studio staly kritickým i finančním úspěchem. V roce 2013 studio začalo pracovat na své první multiplatformní hře Fuse, kterou vydala společnost Electronic Arts. Hra se však stala jednou z nejhůře hodnocených her od Insomniac Games.
Od roku 2014 začalo Insomniac Games aktivně rozšiřovat své herní portfolio. Studio spolupracovalo s Microsoft Studios na hře Sunset Overdrive z roku 2014, uzavřelo partnerství s GameTrust za účelem vydání Metroidvania hry Song of the Deep a vydalo několik mobilních her a projektů ve virtuální realitě. V roce 2016 vydalo studio remake hry Ratchet & Clank z roku 2002 a v roce 2018 svůj první licencovaný titul Marvel's Spider-Man pro PlayStation 4. V roce 2020 byla pro PlayStation 4 a PlayStation 5 vydána další hra Marvel's Spider-Man: Miles Morales. Nejnovějším projektem studia je Marvel's Spider-Man 2 (2023) a v současné době vyvíjí Marvel's Wolverine pro PlayStation 5.
Před rokem 2019 zůstávalo Insomniac Games nezávislým studiem pracujícím pro Sony a další vydavatele, jako jsou Microsoft, EA a Oculus. V srpnu 2019 společnost Sony oznámila, že se dohodla na akvizici Insomniac Games jako 14. interního studia v rámci SIE Worldwide Studios. V průběhu let si studio vysloužilo od kritiků značné uznání jako uznávaný vývojář videoher. Server IGN ho označil za dvacátého nejlepšího vývojáře videoher a Society for Human Resource Management (Společnost pro správu lidských zdrojů) za jedno z nejlepších míst pro práci v Americe.

## Historie

### Založení aDisruptor(1994–1996)

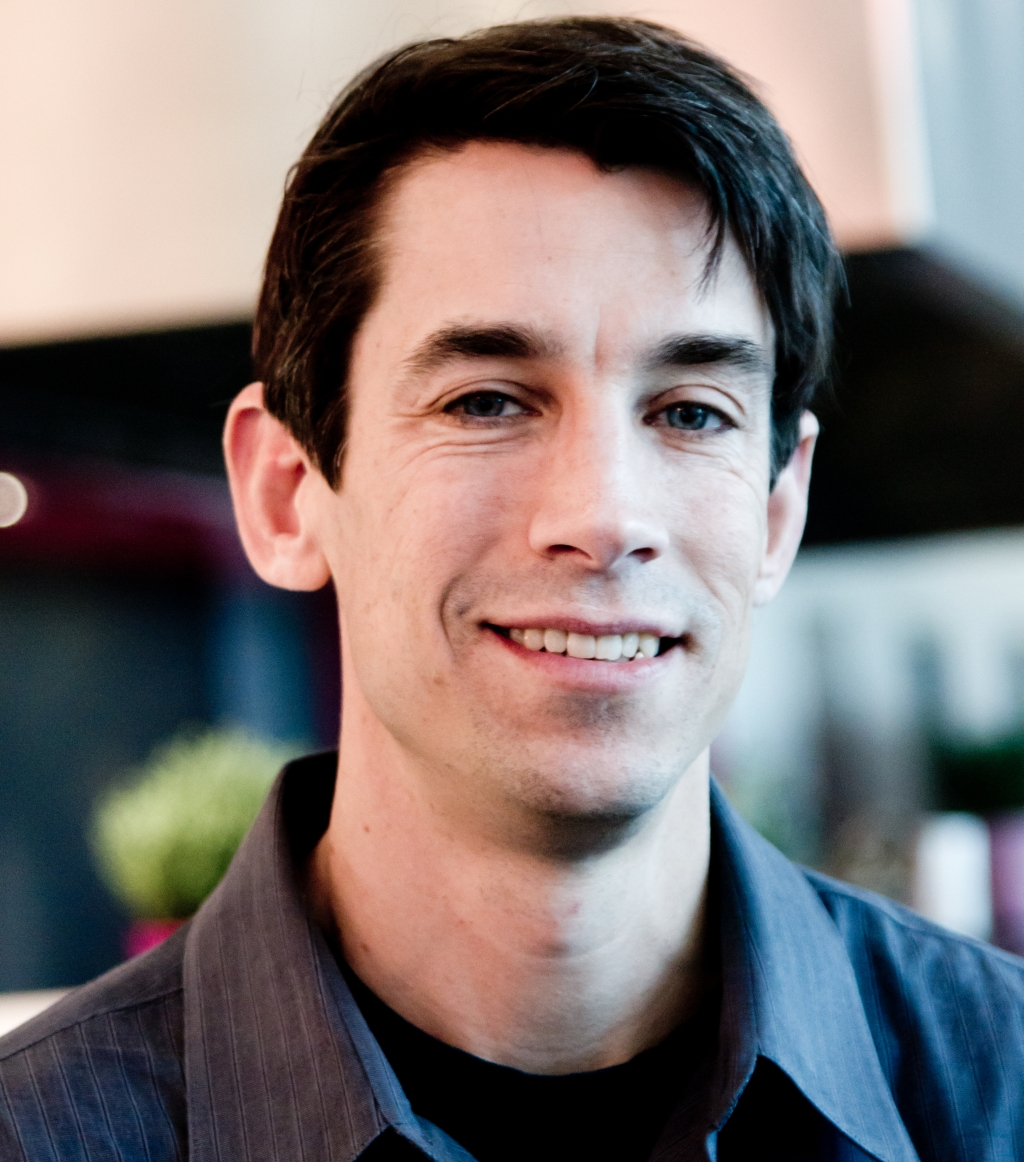
Ted Price, zakladatel a generální ředitel studia Insomniac Games

Studio Insomniac Games založil 28. února 1994 Ted Price, který byl odhodlán pracovat v herním průmyslu již od vydání Atari 2600 v roce 1977, kdy mu bylo devět let.
V červnu 1994 se k Priceovi připojil jeho kolega z vysoké školy a expert na programování Alex Hastings. K Insomniac Games se krátce poté připojil i Hastingsův bratr Brian Hastings. Studio se rok jmenovalo „Xtreme Software“, ale bylo v roce 1995 nuceno se přejmenovat kvůli jiné společnosti se stejným názvem. Studio před výběrem „Insomniac Games“ zvažovalo názvy jako „The Resistance Incorporated“, „Ragnarok“, „Black Sun Software“, „Ice Nine“ a „Moon Turtle“. Price uvedl, že si studio zvolilo tento název, protože, i když nebyl jejich první volbou, „najednou dával smysl“.
Krátce po založení studia začalo pracovat na svém prvním projektu. Tým se inspiroval populární hrou Doom a doufal, že využije nadšení herního průmyslu pro střílečky z pohledu první osoby. Hra byla vyvinuta pro Panasonic 3DO, protože její vývojářská sada byla levná a tým do konzole vkládal velké naděje. V rámci jednoho měsíce vyvinul tým funkční herní demo. Hra byla nabídnuta různým vydavatelům a později ukázán Marku Cernymu, výkonnému producentovi z Universal Interactive Studios, na kterého práce týmu udělala dojem. Společnost Universal hru vydala a pomohla s financováním a marketingem. Dále pomohla i s vývojem hry a jejími cutscénami a najala herce k natáčení sekvencí v reálném čase. Catherine Hardwicke byla najata, aby vedla produkční design, a inspirace byly převzaty ze hry Warhawk.
Cerny poskytl k designu úrovní hry zpětnou vazbu. Konzole 3DO si však nevedla podle očekávání a Universal navrhl, aby tým přešel na PlayStation od Sony Computer Entertainment, aby se zvýšil prodej hry. Hra původně běžela na vlastním enginu vyvinutém Alexem Hastingsem a byla během měsíce upgradována a převedena pro PlayStation. Debutový titul se jmenoval Disruptor a celosvětově byl vydán v listopadu 1996.
Disruptor obdržel pozitivní kritické recenze. John Romero, zakladatel vývojářského studia id Software, hru pochválil. Insomniac Games považovalo Disruptor spíše za lekci o vývoji videoher. Podle Price to byla „nejlepší hra, o které nikdo nikdy neslyšel“. S minimem marketingu a reklamy byla hra pro Insomniac Games komerčním neúspěchem. Navzdory špatným výsledkům hry společnost Universal pokračovala ve spolupráci s Insomniac Games na další hře. Morálka týmu byla nízká, takže se rozhodli vyvinout něco nového místo hry pokračování Disruptor.

### Spyro the Dragon(1996–2000)
V době od roku 1996 se demografická skupina uživatelů PlayStationu změnila, protože konzoli začalo používat více dětí a teenagerů. V důsledku toho se tým rozhodl nevytvářet další násilnou hru jako Disruptor a místo toho vyvinout rodinnou hru, která by byla vhodná pro všechny členy rodiny bez ohledu na jejich věk. Trh s rodinnými hrami ovládal konkurent Sony, Nintendo, s hrami jako Super Mario 64, zatímco PlayStation žádné podobné exkluzivní hry neměl. Cerny tlačil na Insomniac Games, aby vyvinuli hru s maskotem a masovou přitažlivostí. Craig Stitt, designer prostředí ve hře Disruptor, navrhl, aby se téma a příběh hry točily kolem antropomorfního draka. Alex Hastings zároveň začal vyvíjet engine specializovaný na hry s panoramatickým výhledem, který je vhodný pro hry s otevřeným světem. Engine umožňoval více herních funkcí, včetně schopnosti draka klouzat vzduchem. Koncem roku 1998 byla hra, s názvem Spyro the Dragon, vydána.
Hra získala po vydání uznání kritiků a ocenění od různých publikací. Prodej hry byl zpočátku relativně nízký, ale po Vánocích vzrostl a celkový prodej hry překročil dva miliony. Tým se poté rozšířil na 13 zaměstnanců. Kvůli úspěchu Spyro the Dragon bylo studio požádáno o vývoj pokračování. Vývoj hry Spyro 2: Ripto's Rage! začal krátce poté. Tým považoval vývoj pokračování za výzvu, protože museli vymyslet nové nápady, aby v krátké době „revolucionizovali“ franšízu. Tým brainstormoval různé nápady, ale později se rozhodl rozšířit minihru z původního Spyro the Dragon, o které si mysleli, že nabídla zcela odlišný zážitek než zbytek hry. Tým pro hru navrhl propracovaný příběh a pokročilé filmové sekvence. Hra splnila cílové okno vydání a vyšla koncem roku 1999. Hastings měl z vydání obavy, protože vývojový cyklus hry byl uspěchaný a zkrácený.
Studio bylo dále požádáno o vývoj třetího dílu série Spyro the Dragon krátce po vydání druhé hry. Aby byla hra pestřejší než její předchůdci, zavedl tým více speciálních pohybů pro draka Spyra a více hratelných postav. Osobnost draka byla pro hráče upravena tak, aby byla milejší. Studio však měla potíže s vytvářením dalších nových nápadů pro pokračování. Během vývoje se tým rozrostl na zhruba 20 až 25 lidí. V té době se ke studiu připojil Brian Allgeier, který se později stal herním režisérem Insomniac Games. Třetí hra série, Spyro: Year of the Dragon měla celosvětovou premiéru koncem roku 2000. Poté, co během tří let vydal tři hry, se tým rozhodl pro nový projekt se zcela originálními postavami. Year of the Dragon je poslední hra ze série Spyro, kterou vyvinulo studio Insomniac Games. Společnost Universal si k sérii Spyro nadále ponechává práva duševního vlastnictví. Tímto skončilo partnerství mezi Insomniac Games a Universal, protože tým začal pracovat na vývoji her exklusivně pro konzole PlayStation.

### Ratchet & Clank(2000–2005)
V roce 2000 společnost Sony uvedla na trh nástupce PlayStationu, PlayStation 2. Mezi nápady Insomniac Games pro jeho první projekt na PlayStation 2 patřil Monster Knight, koncept, který byl navržen v roce 1999, ale nedostal se do fázi plánování. Zrušený projekt byl odhalen 13 let po koncepci hry. Druhým titulem byla hra Girl with a Stick, která se inspirovala herní sériemi The Legend of Zelda a Tomb Raider. Měla to být seriózní hra, která měla dokázat schopnost studia vytvářet i jiné hry než plošinovky. Insomniac Games strávilo na projektu šest měsíců a vyvinulo několik prototypů, včetně funkční demoverze. Většina zaměstnanců, kromě Price, však nebyla projektem nadšena a považovala ho za „prostý“. Společnost Sony si myslela, že hra na trhu nenajde uplatnění, a doporučila studiu, aby „využila své silné stránky“. V důsledku toho byla hra Girl with a Stick zrušena. Podle Price byla Girl with a Stick pro studio lekcí a jeho prvním neúspěchem.
Několik týdnů po zrušení hry Girl with a Stick navrhl Brian Hastings, aby se studio zaměřilo na vývoj vesmírné sci-fi adventury. Příběh se měl původně točit kolem plazího mimozemšťana se zbraněmi, který cestoval po planetách. Z plazí postavy se vyvinul jeskynní člověk a nakonec se z něj stal fiktivní tvor zvaný „Lombax“. Tvora pojmenovali Ratchet a navrhli pro něj robotického společníka jménem Clank. Inspirace pro hru byly čerpány z mangy, Conker's Bad Fur Day a od Spyra. Aby se projekt odlišil od předchozích, hru udělali komplexnější a zahrnuli prvky střílečky a hry na hrdiny. Tým byl z tohoto projektu nadšený, ale studio nebylo schopné vyvinout pro Sony demoverzi, protože nemělo vhodný engine. Proto vyvinulo dioráma města Metropolis s názvem „Art Nuevo de Flash Gordon“, které mělo engine napodobit. Sony se krátce po prezentaci rozhodlo pomoci s financováním a vydáním hry. Jason Rubin jménem studia Naughty Dog propůjčil Insomniac Games engine použitý ve hře Jak and Daxter: The Precursor Legacy. Vyvinutá hra se jmenovala Ratchet & Clank a měla být původně launch titul pro PlayStation 2. Její vydání však bylo o dva roky odloženo a hra byla vydána v listopadu 2002. Hra byla velkým úspěchem.
Pět měsíců před vydáním Ratchet & Clank společnost Sony schválila vývoj jejího pokračování. Insomniac Games doufalo, že do série přinese nové prvky. Z předchozí hry získalo od hráčů zpětnou vazbu a vylepšilo některé existující funkce z Ratchet & Clank. Asi o rok později vyšla hra Ratchet & Clank: Going Commando, která u kritiků sklidila velký ohlas. V té době Insomniac Games dokončilo prototyp své další hry Ratchet & Clank: Up Your Arsenal, která představila multiplayerový režim a rozšířila arény z Going Commando. Alex Hastings pokračoval v optimalizaci enginu a zvyšování jeho výpočetního výkonu, aby hru doladil. Prodej hry Up Your Arsenal byl podstatně vyšší než u jejích předchůdců a dodnes je nejlépe hodnocenou hrou série.
Insomniac Games vydalo během tří let tři hry ze série Ratchet & Clank, podobně jako u Spyra. Od roku 2005 mělo Insomniac Games v úmyslu změnit směr franšízy. Hastings doufal, že další hra studia bude mít temnější tón než předchozí hry. V důsledku toho se děj přesunul na Ratcheta. Vývojáři se inspirovali filmy Běžící muž a mangou Battle Royale a vyvinuli akční hru bez plošinovkových prvků. Zatímco hratelnost čtvrté hry v sérii je jako u předchůdců, role Clanka byla výrazně omezena a jméno postavy bylo zcela z názvu hry odstraněno. Hra Ratchet: Deadlocked byla vydána v roce 2005.

### Éra PlayStationu 3 (2006–2012)

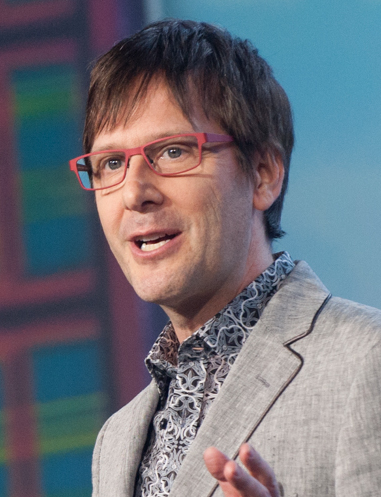
Mark Cerny poskytl rady k několika hrám od Insomniac Games.

Zatímco se Insomniac Games staralo o vývoj série Ratchet & Clank, tým chtěl pracovat na něčem jiném. S uvedením PlayStationu 3 na trh si tým myslel, že uživatelé nové konzole budou zralejší než uživatelé jejích předchůdců, a chtěl vyvinout hru, která by jim seděla. Mysleli si, že by se studio nemělo specializovat na jeden žánr. Jejich nový projekt byl součástí expanze studia Insomniac Games, které chtělo mít více projektů v paralelním vývoji. Vývoj tohoto projektu začal po dokončení hry Deadlocked. Tým se dohodl, že pro novou platformu vyvine něco nového. Hra Resistance: Fall of Man, inspirovaná Hvězdnou pěchotou, byla první střílečkou z pohledu první osoby od studia Insomniac Games po hře Disruptor. Aby hra vynikla, experimentovali s jejím přeměnou na střílečku založenou na týmech a zavedením obřích nepřátel v podobě ještěrů, kteří se později nevyužili. Sony studiu doporučila, aby změnilo svého ještěřího protivníka, protože s ním nebylo zábavné hrát. Tým se navíc neshodl ohledně prostředí hry.
Cerny chtěl hru zasadit do období první světové války, ale později se tým rozhodl pro druhou světovou válku, protože chtěli do hry zavést extrémní zbraně. Zasazení hry bylo to přesunuto do 50. let, protože se tým domníval, že trh se střílečkami z druhé světové války byl v té době přesycený. Resistance: Fall of Man byl titul pro PlayStation 3, jehož uvedení na trh bylo pro tým výzvou, protože museli pracovat rychle, aby splnili cílový časový rámec vydání. Hra byla finančně i kriticky úspěšná, a to i přes kontroverzi ohledně použití Manchesterské katedrály. Brzy začal vývoj pokračování, kdy došlo k interní debatě ve studiu ohledně záměru týmu drasticky změnit hru. Pokračování, Resistance 2, bylo vydáno v roce 2008.
Mezitím pokračoval vývoj série Ratchet & Clank. Tým se při přesunu na PlayStation 3 rozhodl přepsat postavy. Představili sérii Future, která zahrnuje Ratchet & Clank Future: Tools of Destruction (2007), Quest for Booty (2008) a A Crack in Time (2009). V roce 2008 studio založilo v Severní Karolíně novou divizi s 25 až 30 vývojáři, vedenou Chadem Dezernem a Shaunem McCabem. Nová divize byla zodpovědná za některé hry ze série Ratchet & Clank.
Jak série Resistance, tak Ratchet & Clank pokračovaly i v roce 2010. Tým v Severní Karolíně vyvinul hru Ratchet & Clank: All 4 One, která se setkala se smíšenými recenzemi. Dále pokračoval ve vývoji další hry v sérii, Ratchet & Clank: Full Frontal Assault, která rozšířila úrovně z předchozích her série a má strukturu podobnou žánru tower defense.
Mezitím hlavní studio vyvinulo hru Resistance 3, která byla navržena tak, aby se podobala první hře Fall of Man. Tým Insomniac Games zhodnotil zpětnou vazbu hráčů ohledně negativních aspektů Resistance 2, znovu zavedl některé mechaniky z Fall of Man a zaměřil se na vyprávění. Domnívali se, že takový přístup může odlišit franšízu od ostatních stříleček z pohledu první osoby. Resistance 3 byla týmem považována za nejlepší hru v sérii, ale prodávala se špatně a byla finančním neúspěchem. Podle Price byl tým zklamaný, ale přesto na projekt hrdý. Začátkem roku 2012 Price oznámil, že se studio nebude podílet na žádných budoucích projektech ze série Resistance. Společnost Sony si nadále ponechává práva duševního vlastnictví k této franšíze.

### Diverzifikace portfolia (2012–2019)
Studio Insomniac Games vyvíjelo hry výhradně pro konzole PlayStation až do roku 2010, kdy oznámilo partnerství se společností Electronic Arts prostřednictvím programu EA Partners s cílem vyvinout multiplatformní hru pro PlayStation 3 a Xbox 360. Doufalo, že osloví širší publikum a zároveň si zachová práva ke svému duševnímu vlastnictví a plnou kontrolu nad svými franšízami. Studio o hře nic neprozradilo. Založilo novou dceřiné studio s názvem Insomniac Click, která se zaměřovala na nenáročné hry a hry pro Facebook. Jeho první hra se neodehrávala v žádné ze stávajících sérií Insomniac Games. V červenci 2012 se studio Insomniac Games se opět spojilo se společností Electronic Arts, která vlastnila vývojáře nenáročných her Playfish, aby pomohla hře oslovit široké publikum. Hra Outernauts byla brzy nato oznámena a téhož měsíce vydána pro prohlížeče a mobilní platformy. Insomniac Click bylo později znovu začleněno do Insomniac Games a prohlížečová verze Outernauts byla zrušena.
Hra vytvořená v rámci programu EA Partners byla představena na veletrhu E3 2011 pod názvem Overstrike. Byla navržena Brianem Allgeierem, režisérem Ratchet & Clank, a má podobné zaměření jako série Ratchet & Clank. Tým byl přesvědčen, že Overstrike osloví teenagery, ale po několika testovacích sezeních si uvědomili, že jejich hra je pro tuto cílovou skupinu příliš jednoduchá. Studio pro hru vyvinulo mnoho zbraní, z nichž žádná se netýkala herního příběhu. Vývojáři poté hru přepracovali a změnili ji tak, aby přilákala starší hráče a aby se zbraně staly důležitou součástí hry. Hra se zaměřuje na kooperativní kampaň, kterou studio v té době považovalo za populární trend. Hra byla přejmenována na Fuse a celosvětově vydána v květnu 2013. Fuse byla jednou z nejhůře hodnocených her vyvinutých studiem Insomniac Games a byla dodatečně komerčním neúspěchem, když ve Velké Británii v prvním týdnu vydání debutovala na 37. místě. Fuse byla pro Insomniac Games, jako Disruptor a Girl with a Stick, považována za lekci, která jim pomohla pochopit, v jakých hrách jsou dobří. Přijetí hry Fuse ukázalo studiu, že by mělo vyvíjet „barevné, hravé zážitky plné neobvyklých, někdy i hloupých zbraní“. V listopadu 2013 byla vydána hra Ratchet & Clank: Into the Nexus.
Souběžně s vývojem hry Fuse a krátce po dokončení Resistance 3 zahájilo studio Insomniac Games vývoj hry Sunset Overdrive. Hra byla inspirována hyeními muži z Keni, komiksem Tank Girl, filmem Já, legenda, seriálem Mladí v partě, halloweenskými maskami ze 60. let a Legem. Hru vytvořili Marcus Smith a Drew Murray, přičemž jejich první návrh byl šéfem Insomniac Games zamítnut jako příliš matoucí. Dostali jeden týden na to, aby titul znovu navrhli, a přesvědčili vedení studia, aby zahájilo vývoj hry. Hra byla později nabídnuta různým vydavatelům, kteří ji však odmítli, protože Insomniac Games požadovalo zachování vlastnických práv k duševnímu vlastnictví. Projekt byl později předložen Microsoft Studios, které dychtivě spolupracovalo s Insomniac Games a povolilo studiu vlastnit práva ke hře. Titul Sunset Overdrive byl vydán pro Xbox One v roce 2014 k 20. výročí studia Insomniac Games.
Studio následně oznámilo vydání hry Slow Down, Bull, svého prvního titulu pro Windows, která byla částečně komerčním a částečně charitativním projektem. V lednu 2016 studio Insomniac Games oznámilo svou další hru Song of the Deep, videohru zasazenou do vodního prostředí, inspirovanou hrami Metroid a Castlevania: Symphony of the Night. Hru vydal prodejce GameStop. V dubnu 2016 studio vydalo remake hry Ratchet & Clank pro PlayStation 4.
Během veletrhu E3 2015 studio oznámilo Edge of Nowhere, akční adventuru z pohledu třetí osoby ve virtuální realitě pro Oculus Rift. V dubnu 2016 studio oznámilo další dva tituly pro virtuální realitu: Feral Rites, hack and slash hru, a The Unspoken, fantasy hru pro více hráčů, obojí pro Oculus Rift. Podle Price se studio začalo zaměřovat na projekty virtuální reality, protože se sám o tuto technologii zajímá, věří v její budoucnost a považuje ji za příležitost, jak rozvíjet odborné znalosti studia v oblasti tvorby VR her. Studio poté podepsalo exkluzivní smlouvu s Oculus VR, protože věřilo, že obě společnosti sdílejí stejnou vášeň „vdechnout hrám život“ a protože společnost umožnila Insomniac Games ponechat si práva duševního vlastnictví. Price porovnal dohodu s jejich předchozími smlouvami a dodal, že možnost vyvíjet hry pro první generaci VR platforem je něco, co tým nemohl odmítnout. Navzdory novému směru Price dodal, že se nevzdají vývoje konzolových AAA videoher. Na veletrhu E3 2016 studio oznámilo svůj další AAA titul, Marvel's Spider-Man, vyvinutý pro PlayStation 4 ve spolupráci s Marvel Entertainment. Bryan Intihar, producent hry Sunset Overdrive, byl kreativním ředitelem hry.

### Akvizice společností Sony (2019 – současnost)
V srpnu 2019 společnost Sony oznámila definitivní dohodu o akvizici studia Insomniac Games. Studio by se tak stalo 14. interním studiem v rámci divize SIE Worldwide Studios společnosti Sony. Shawn Layden ze společnosti Sony uvedl, že možnost akvizice Insomniac Games zvažovali již nějakou dobu a úspěch jejich Spider-Man hry k tomuto cíli významně přispěl, což dokazuje, že studio bylo „klíčovým tvůrcem“ a „určovatelem stylu“. Layden věřil, že pracovní vztah Insomniac Games se Sony se akvizicí významně nezmění. Studio zůstane pod vlastní tvůrčí kontrolou a Sony mu umožní bližší přístup k dalším inovativním technologiím v rámci SIE Worldwide Studios. Akvizice, za kterou Sony zaplatila 24 895 milionů jenů (v přepočtu 229 milionů dolarů), byla dokončena 15. listopadu 2019.
Dne 11. června 2020 na akci k představení PlayStation 5 studio Insomniac Games oznámilo dvě nové hry: Marvel's Spider-Man: Miles Morales, spin-off Marvel's Spider-Man, a Ratchet & Clank: Rift Apart. Marvel's Spider-Man: Miles Morales byl launch titulem pro PS5, vydaným spolu s remasterem původního Marvel's Spider-Mana pro konzoli v listopadu 2020. Druhá hra, Ratchet & Clank: Rift Apart, byla vydána 11. června 2021 exkluzivně pro PS5.
Dne 9. září 2021 na akci PlayStation Showcase studio oznámilo, že pokračování Marvel's Spider-Man s názvem Marvel's Spider-Man 2 vyjde v roce 2023 pro PlayStation 5. Také oznámilo vývoj samostatné hry Marvel's Wolverine, rovněž pro PS5.
V prosinci 2023 na studio Insomniac Games zaútočili hackeři z ransomwarové skupiny Rhysida a vyhrožovali zveřejněním informací, pokud nezaplatí 2 miliony dolarů v bitcoinech. Studio odmítlo zaplatit a v důsledku toho uniklo přes 1,67 terabytů dat obsahujících interní soubory studia, včetně rané verze Marvel's Wolverine. Únik také obsahoval data, jako jsou osobní údaje zaměstnanců, informace o minulých prodejích a plány studia Insomniac Games do roku 2032. Ty zahrnovaly další tituly od Marvelu, včetně hry založené na Venomovi, a také možné tituly X-Men, které by zůstaly exkluzivní pro platformu PlayStation až do roku 2035. Hráči, vývojáři a vydavatelé vyjádřili soucit s únikem informací a studio na sociálních sítích uvedlo: „Jsme zarmouceni i rozzlobeni nedávným kybernetickým útokem na naše studio a emocionální zátěže, kterou způsobil našemu vývojářskému týmu. Posledních několik dní jsme se soustředili na vzájemnou pomoc.“ Studio má v úmyslu pokračovat v práci na Wolverinovi a zdůraznilo, že uniklá verze je stále v rané fázi vývoje. Podle Rhysidy uniklo pouze 98 % získaných dat, zbývající 2 % byla prodána a jejich jedinou motivací pro útok byly peníze.
V červenci 2024 zahájili dabéři, zaměstnanci zabývající se motion capture a někteří další lidé zaměstnaní studiem Insomniac Games, kteří byli členy Screen Actors Guild-American Federation of Television and Radio Artists (SAG-AFTRA), stávku kvůli obavám z umělé inteligence.
V lednu 2025 oznámil Price svůj odchod z funkce generálního ředitele s tím, že z funkce odejde do konce března 2025. Jeho pozici budou společně obsazovat Ryan Schneider, Jen Huang a Chad Dezern jakožto spoluvedoucí studia.

## Vyvinuté hry
| Rok  | Titul                                        | Platforma(y)                          |
| ---- | -------------------------------------------- | ------------------------------------- |
| 1996 | Disruptor                                    | PlayStation                           |
| 1998 | Spyro the Dragon                             | PlayStation                           |
| 1999 | Spyro 2: Ripto's Rage!                       | PlayStation                           |
| 2000 | Spyro: Year of the Dragon                    | PlayStation                           |
| 2002 | Ratchet & Clank                              | PlayStation 2                         |
| 2003 | Ratchet & Clank: Going Commando              | PlayStation 2                         |
| 2004 | Ratchet & Clank: Up Your Arsenal             | PlayStation 2                         |
| 2005 | Ratchet: Deadlocked                          | PlayStation 2                         |
| 2006 | Resistance: Fall of Man                      | PlayStation 3                         |
| 2007 | Ratchet & Clank Future: Tools of Destruction | PlayStation 3                         |
| 2008 | Ratchet & Clank Future: Quest for Booty      | PlayStation 3                         |
| 2008 | Resistance 2                                 | PlayStation 3                         |
| 2009 | Ratchet & Clank Future: A Crack in Time      | PlayStation 3                         |
| 2011 | Resistance 3                                 | PlayStation 3                         |
| 2011 | Ratchet & Clank: All 4 One                   | PlayStation 3                         |
| 2012 | Ratchet & Clank: Full Frontal Assault        | PlayStation 3, PlayStation Vita       |
| 2012 | Outernauts                                   | iOS                                   |
| 2013 | Fuse                                         | PlayStation 3, Xbox 360               |
| 2013 | Ratchet & Clank: Into the Nexus              | PlayStation 3                         |
| 2014 | Sunset Overdrive                             | Xbox One, Microsoft Windows           |
| 2015 | Slow Down, Bull                              | Windows, macOS, Linux                 |
| 2015 | Fruit Fusion                                 | Android, iOS                          |
| 2015 | Bad Dinos                                    | Android, iOS                          |
| 2015 | Digit & Dash                                 | iOS                                   |
| 2016 | Ratchet & Clank                              | PlayStation 4                         |
| 2016 | Song of the Deep                             | Windows, PlayStation 4, Xbox One      |
| 2016 | Edge of Nowhere                              | Windows                               |
| 2016 | The Unspoken                                 | Windows                               |
| 2016 | Feral Rites                                  | Windows                               |
| 2018 | Marvel's Spider-Man                          | PlayStation 4                         |
| 2018 | Seedling                                     | Magic Leap One                        |
| 2019 | Stormland                                    | Windows                               |
| 2019 | Strangelets                                  | Magic Leap One                        |
| 2020 | Marvel's Spider-Man: Miles Morales           | Windows, PlayStation 4, PlayStation 5 |
| 2020 | Marvel's Spider-Man Remastered               | Windows, PlayStation 5                |
| 2021 | Ratchet & Clank: Rift Apart                  | Windows, PlayStation 5                |
| 2023 | Marvel's Spider-Man 2                        | Windows, PlayStation 5                |
| TBA  | Marvel's Wolverine                           | PlayStation 5                         |